# Слюсаренко Захар Карпович
Захар Карпович Слюсаренко (нар. 16 вересня 1907, Зміїв, Харківська губернія, Російська імперія — 6 квітня 1987, Київ, Українська РСР, СРСР) —радянський військовик, двічі Герой Радянського Союзу, генерал-лейтенант бронетанкових військ Збройних Сил СРСР.

## Біографія
Народився 16 вересня 1907 року у місті Змієві (нині Харківської області України) в українській селянській родині. 
Член ВКП(б) з 1929 року. Закінчив Вищу школу профруху і працював на скляному заводі.
У Червоній Армії з 1932 року. 
У 1934 році закінчив Орловську бронетанкову школу.
Учасник радянського вторгнення до Польщі у вересні 1939 року.
На фронтах німецько-радянської війни з серпня 1941 року. До 1942 року командував танковим батальйоном на Південно-Західному і Брянському фронтах, а потім, до лютого 1944 року — 168-ю танковою бригадою на Сталінградському і окремим танковим полком на Ленінградському фронтах.
З лютого 1944 року З. К. Слюсаренко — командир 56-ї гвардійської танкової бригади 7-го гвардійського танкового корпусу 3-ї гвардійської танкової армії 1-го Українського фронту. Гвардії полковник Слюсаренко вміло керував бригадою при форсуванні на початку серпня 1944 року річки Вісли, в боях за захоплення і розширення плацдарму на лівому її березі на південь від міста Сандомир.
Указом Президії Верховної Ради СРСР від 23 вересня 1944 року, за мужність і героїзм, проявлені в боях з німецько-фашистськими загарбниками, Слюсаренко Захару Карповичу присвоєно звання Героя Радянського Союзу з врученням ордена Леніна і медалі «Золота Зірка» (№ 4650).
За успішні дії бригади в боях за Берлін, особисту мужність і самовідданість Указом Президії Верховної Ради СРСР від 31 травня 1945 року гвардії полковник Слюсаренко Захар Карпович нагороджений другою медаллю «Золота Зірка».
У 1949 році З. К. Слюсаренко закінчив Курси удосконалення офіцерського складу при Військовій академії бронетанкових і механізованих військ, у 1957 році — Вищі академічні курси при Вищій військовій академії імені К. Є. Ворошилова (Військової академії Генштабу). У 1960—1965 роках — заступник командувача Північною групою військ. У 1963 році йому присвоєно військове звання «генерал-лейтенант танкових військ». 
З 1965 року вийшов у запас. Жив у Києві. Помер 6 квітня 1987 року. Похований у Києві на Байковому кладовищі.

Могила Захара Слюсаренка

## Твори
- Последний выстрел. М., 1974;
- Сыновний долг. Киев, 1981.

## Нагороди

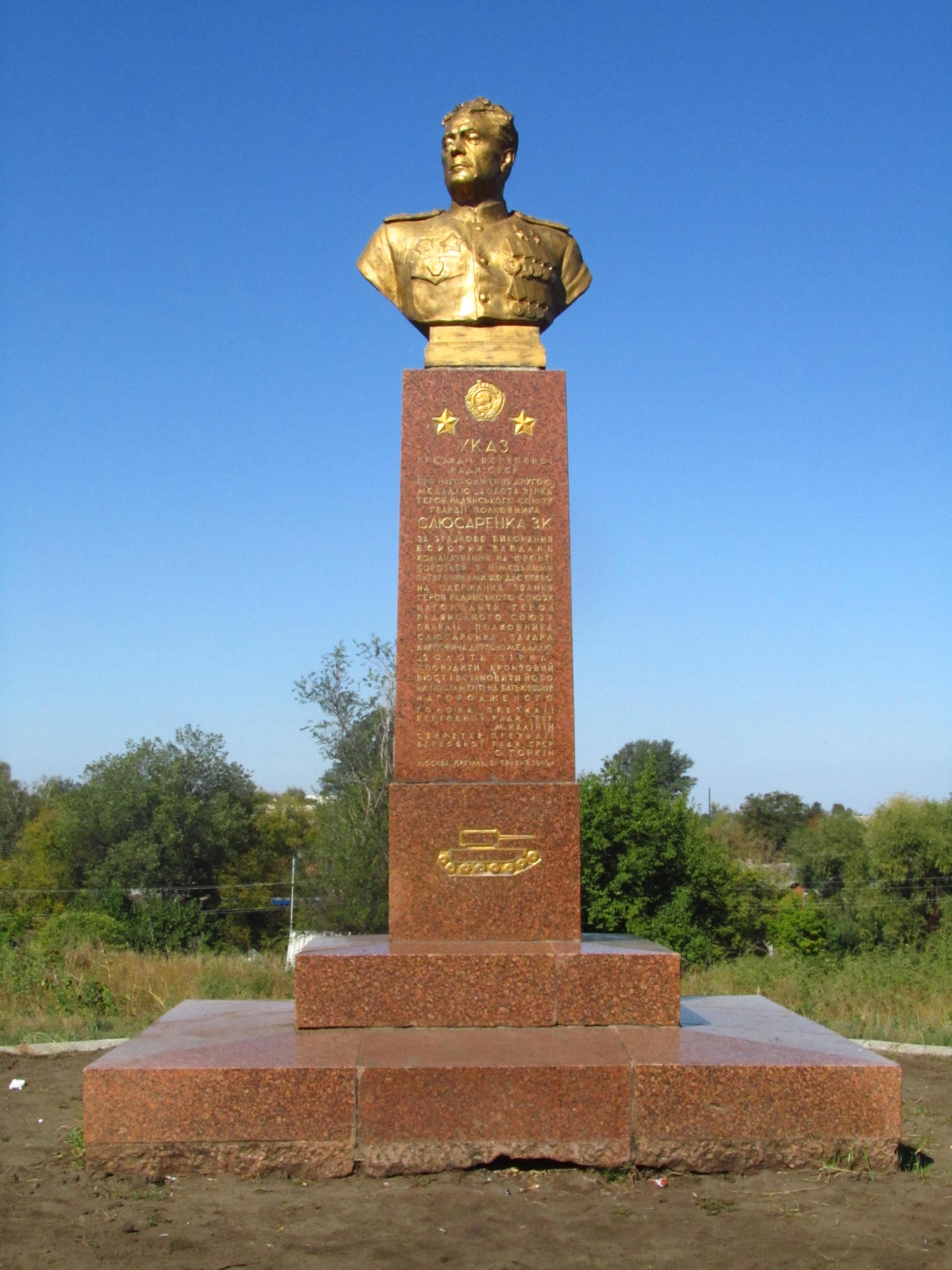
Пам'ятник Слюсаренку у Змієві

Нагороджений двома орденами Леніна, орденами Червоного Прапора, Суворова 2-го ступеня, Вітчизняної війни 1-ї та 2-го ступенів, Червоної Зірки, медалями, іноземними орденами.
За вагомі досягнення у пошуковій та краєзнавчій роботі Постановою Ради Міністрів УРСР №133 від 13 травня 1988 року Зміївській (Готвальдівська у 1976–1991 роках) середній загальноосвітній школі №1 було надано ім'я двічі Героя Радянського Союзу Захара Карповича Слюсаренка .
Бронзовий бюст встановлений на батьківщині — в місті Змієві.

## Вшанування пам'яті
У місті Зміїв є вулиця та провулок Слюсаренка.
У місті Мерефа є вулиця Генерала Слюсаренка.